# Вакан сансай дзуе / Том 6

## Том 6
| Вибір божеств дня за календарем (暦擇日神) |        |                |          |
|                                            |        | Кана           | Сторінка |
| Перший місяць                              | 正月   | しょうがつ     | 75       |
| Другий місяць                              | 二月   | にがつ         | 76       |
| Третій місяць                              | 三月   | さんがつ       | 78       |
| Четвертий місяць                           | 四月   | しがつ         | 79       |
| П'ятий місяць                              | 五月   | ごがつ         | 81       |
| Шостий місяць                              | 六月   | ろくがつ       | 82       |
| Сьомий місяць                              | 七月   | しちがつ       | 84       |
| Восьмий місяць                             | 八月   | はちがつ       | 85       |
| Дев'ятий місяць                            | 九月   | くがつ         | 87       |
| Десятий місяць                             | 十月   | じゅうがつ     | 88       |
| Одинадцятий місяць                         | 十一月 | じゅういちがつ | 90       |
| Дванадцятий місяць                         | 十二月 | じゅうにがつ   | 92       |

## Джерело
- Вакан сансай дзуе // Національна парламентська бібліотека Японії. Цифрова версія